# Religionsmündigkeit
Religionsmündigkeit ist das – an die Erreichung eines bestimmten Lebensalters gebundene – Recht eines Kindes oder eines Jugendlichen, selbst über seine Konfessions- und Religionszugehörigkeit zu entscheiden.
Artikel 14 der Kinderrechtskonvention der Vereinten Nationen fordert die Vertragsstaaten auf, das Recht des Kindes auf Gedanken-, Gewissens- und Religionsfreiheit zu achten, ebenso wie die Rechte und Pflichten der Eltern, das Kind bei der Ausübung dieses Rechts seiner Entwicklung entsprechend zu leiten.

## Situation in einzelnen Ländern

### Deutschland
In Deutschland ist die Religionsmündigkeit im Gesetz über die religiöse Kindererziehung vom 15. Juli 1921 geregelt. Ab Vollendung des 10. Lebensjahres ist das Kind zu hören, wenn es in einem anderen Bekenntnis als bisher erzogen werden soll. Ab Vollendung des zwölften Lebensjahres darf ein Kind nicht mehr gegen seinen Willen in einem anderen Bekenntnis als bisher erzogen werden. Ab Vollendung des 14. Lebensjahres besteht in Deutschland eine uneingeschränkte Religionsmündigkeit.
Die Religionsmündigkeit beinhaltet sowohl das Recht, aus der bisherigen Gemeinschaft oder Konfession auszutreten, als auch das Recht zu konvertieren. Mit Eintritt der Religionsmündigkeit kann der Jugendliche eigenverantwortlich entscheiden, ob er am Religionsunterricht teilnehmen möchte oder nicht. In Bayern und im Saarland wird jedoch bis zur Vollendung des 18. Lebensjahres die Zustimmung der Eltern zur Abmeldung bekenntnisangehöriger Schüler vom Religionsunterricht verlangt, beim Kirchenaustritt (auch ohne Zustimmung der Eltern) entfällt die Teilnahmepflicht ohne Abmeldung.

### Irak
Im Irak tritt die Religionsmündigkeit mit 18 Jahren ein. Ende Oktober 2015 scheiterte ein Reformentwurf mit dem Ziel der Senkung des Mindestalters.

### Liechtenstein
Verfassung und Gesetz Liechtensteins regeln den Eintritt der Religionsmündigkeit nicht. Der Staatsgerichtshof musste die Frage nach dem Alter, in dem Jugendliche in religiösen Belangen mündig werden, ebenfalls noch nicht beantworten. Gemäß dem Antrag der Regierung vom 2. Oktober 2012 betreffend die Neuregelung des Verhältnisses zwischen Staat und Religionsgemeinschaften (BuA Nr. 114/2012) wäre die Religionsmündigkeit mit Vollendung des 14. Lebensjahres eingetreten. Der Gesetzesentwurf für die Neuregelung des Verhältnisses zwischen Staat und Religionsgemeinschaften ist jedoch bis heute vom Landtag nicht verabschiedet worden.

### Norwegen
Gemäß dem norwegischen Religionsgemeinschaftsgesetz von 1969 können Personen ab 15 Jahren Religionsgemeinschaften beitreten oder aus ihnen austreten.

### Österreich
In Österreich kann ein Jugendlicher nach der Vollendung des 14. Lebensjahrs selbst entscheiden, an welches Bekenntnis er sich hält. Nach Vollendung des 12. Lebensjahrs kann ein Kind nicht gegen seinen Willen in einem anderen Bekenntnis als bisher erzogen werden.

### Polen
In Polen wird der Begriff der Religionsmündigkeit nicht verwendet, da die Religionsmündigkeit im Rahmen der allgemeinen Mündigkeit eintritt, das heißt mit der Vollendung des 18. Lebensjahres. Folgerichtig dürfen sich ausschließlich volljährige Schüler selbst vom Religionsunterricht abmelden. Polen hat in diesem Zusammenhang 1991 bei der Annahme der Kinderrechtskonvention folgenden Vorbehalt gegen den Artikel 14 (Gedanken-, Gewissens- und Religionsfreiheit) geäußert: Die Polnische Republik vertritt die Meinung, dass die Ausübung dieser Kinderrechte unter Beachtung der Elternhoheit, [sowie] im Einklang mit polnischen Sitten und Traditionen hinsichtlich der Verortung des Kindes innerhalb der Familie und außerhalb der Familie erfolgt.

### Rumänien
In Rumänien sind Jugendliche ab 14 Jahren berechtigt, ihre Religionszugehörigkeit frei zu wählen.

### Schweiz
In der Schweiz entscheidet ein Jugendlicher gemäß Art. 303 Abs. 3 Zivilgesetzbuch (ZGB) mit dem vollendeten 16. Lebensjahr selbständig über sein Bekenntnis.